# María Isabel Urrutia

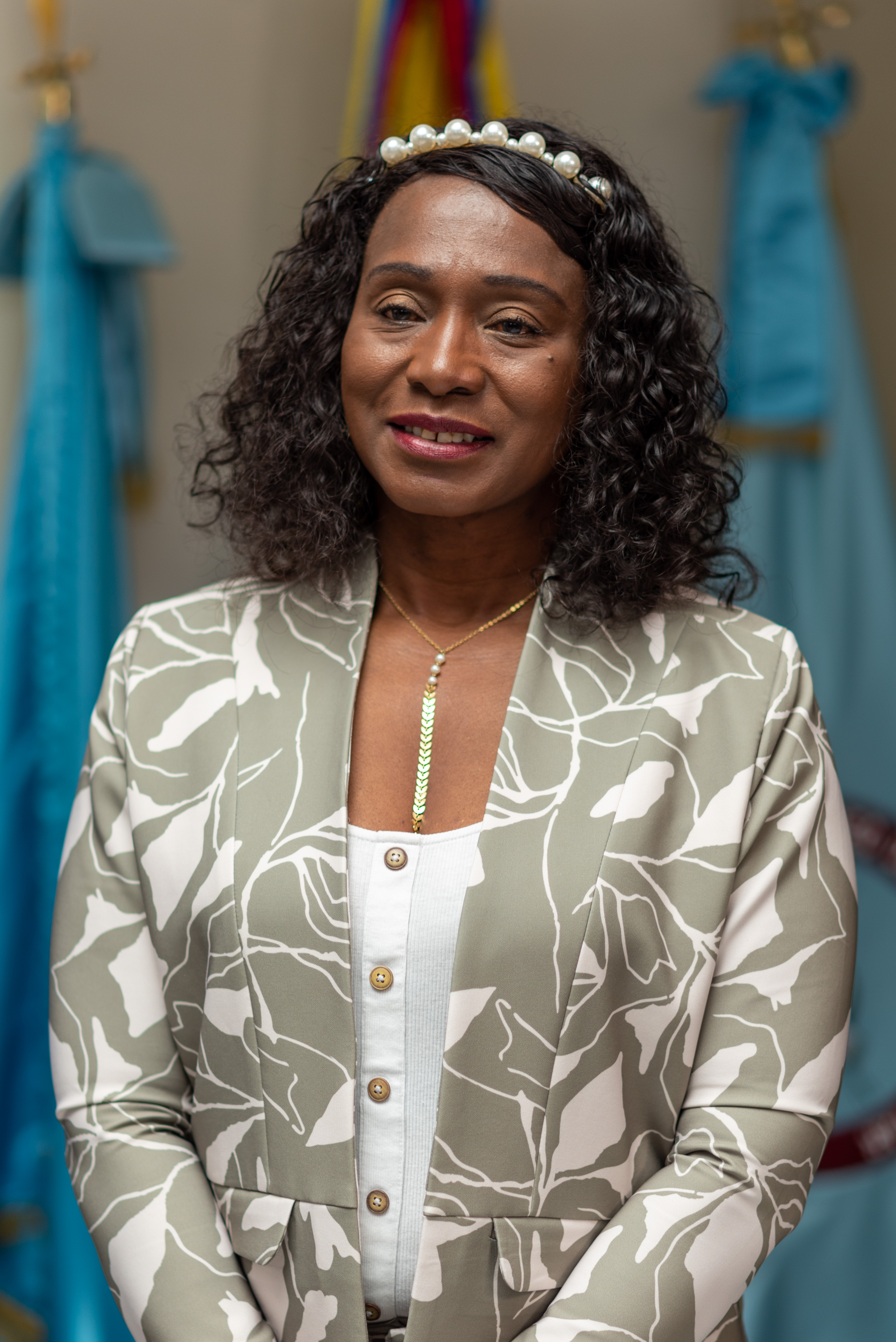
María Isabel Urrutia

María Isabel Urrutia (María Isabel Urrutia Ocoró; * 25. März 1965 in Candelaria, Valle del Cauca) ist eine ehemalige kolumbianische Gewichtheberin und Leichtathletin. Die afro-amerikanische Kolumbianerin ist seit dem Ende ihrer sportlichen Laufbahn als Politikerin aktiv.

## Sportliche Karriere

### Leichtathletik
Seit ihrer Schulzeit war sie als Kugelstoßerin und Diskuswerferin aktiv. In diesen Disziplinen brachte sie es in den Jahren 1991 bis 1999 zu insgesamt 17 kolumbianischen Meistertiteln.
1981 gewann sie bei den Juegos Bolivarianos Gold im Diskuswurf und Silber im Kugelstoßen. 1983 in Santa Fe wurde sie Vizesüdamerikameisterin im Diskuswurf.
1985 gewann sie bei den Zentralamerika- und Karibikmeisterschaften Bronze im Diskuswurf. Im darauffolgenden Jahr folgte Bronze im Kugelstoßen und Diskuswurf bei den Zentralamerika- und Karibikspielen und Silber im Diskuswurf bei den Iberoamerikanischen Meisterschaften. 1987 holte sie bei den Zentralamerika- und Karibikmeisterschaften Bronze im Diskuswurf. Bei den Panamerikanischen Spielen in Indianapolis wurde sie Vierte im Diskuswurf und Siebte im Kugelstoßen, und bei den Weltmeisterschaften in Rom schied sie im Diskuswurf in der Qualifikation aus.
1988 gewann sie bei den Iberoamerikanischen Meisterschaften Bronze im Diskuswurf. Bei den Olympischen Spielen in Seoul schied sie sowohl im Kugelstoßen wie auch im Diskuswurf in der Vorrunde aus.
In beiden Disziplinen siegte sie bei den Juegos Bolivarianos 1989, holte Bronze bei den Zentralamerika- und Karibikspielen 1990 und siegte bei den Südamerikameisterschaften 1991 in Manaus. Bei den Panamerikanischen Spielen 1991 in Havanna wurde sie Fünfte im Diskuswurf und Sechste im Kugelstoßen, und bei den Iberoamerikanischen Meisterschaften 1992 errang sie Bronze im Diskuswurf.
1993 verteidigte sie beide Titel bei den Juegos Bolivarianos. Bei den Südamerikameisterschaften in Lima siegte sie im Diskuswurf und gewann Silber im Kugelstoßen, bei den Zentralamerika- und Karibikmeisterschaften holte sie Silber im Diskuswurf und Bronze im Kugelstoßen und bei den Zentralamerika- und Karibikspielen Bronze im Diskuswurf.
1995 wurde sie bei den Panamerikanischen Spielen in Mar del Plata Vierte im Diskuswurf und gewann bei den Südamerikameisterschaften in Manaus Silber im Kugelstoßen und im Diskuswurf. 1997 verteidigte sie erneut beide Titel bei den Juegos Bolivarianos, und 1998 gewann sie in beiden Disziplinen Bronze bei den Zentralamerika- und Karibikspielen.

#### Persönliche Bestleistungen
- Kugelstoßen: 16,47 m, 21. Oktober 1990, Medellín (ehemaliger kolumbianischer Rekord)
- Diskuswurf: 58,50 m, 26. Juni 1992, Valencia (kolumbianischer Rekord)

### Gewichtheben
Da sie schon seit Beginn der 1980er Jahre Gewichtheben als Ausgleichssportart für die Leichtathletik betrieben hatte, startete sie ab 1989 in dieser Sportart auch wettkampfmäßig und erzielte dabei große Erfolge. So wurde sie 1990 in Sarajewo und 1994 in Istanbul Weltmeisterin, ehe sie im Jahr 2000 mit dem Olympiasieg in Sydney in der Gewichtsklasse bis 75 kg die Krönung ihrer sportlichen Laufbahn erreichte. Insgesamt gewann sie bei Olympischen Spielen und Weltmeisterschaften 25 Medaillen.

#### Internationale Erfolge/Zweikampf
(OS = Olympische Spiele, WM = Weltmeisterschaften, KG = Körpergewicht)
- 1989: 2. Platz bei den WM in Manchester, bis 82,5 kg KG, mit 230 kg, hinter Li Hongling, Volksrepublik China, 240 kg und vor Judy Oakes, Vereinigtes Königreich, 202,5 kg;
- 1990: 1. Platz bei den WM in Sarajewo, bis 82,5 kg KG, mit 230 kg, vor Valkana Totschewa, Bulgarien, 210 kg und Chung Sook-Kwon, Südkorea, 185 kg;
- 1991: 2. Platz bei den WM in Donaueschingen, bis 82,5 kg KG, mit 240 kg, hinter Li Hongling, 240 kg und vor Karyn S. Marshall, USA, 240 kg;
- 1994: 1. Platz bei den WM in Istanbul, bis 83 kg KG, vor Chen Shu-Chih, Taiwan und Derya Açıkgöz, Türkei;
- 1995: 2. Platz bei den WM in Guangzhou, bis 83 kg KG, mit 237,5 kg, hinter Chen Shu-Chih, 240 kg und vor Panagiota Antonopoulou, Griechenland, 225 kg;
- 1996: 3. Platz bei den WM in Warschau, bis 83 kg KG, mit 235 kg, hinter Wei Xinagqin, China, 242,5 kg und Chen Shu-Chih, 242,5 kg;
- 1997: 2. Platz bei den WM in Chiangmai, bis 83 kg KG, mit 235 kg, hinter Tang Weifang, China, 260 kg, und vor Mon Khin-Aye, Myanmar. Die ursprüngliche Siegerin Derya Açıkgöz (262,5 kg) wurde nachträglich wegen Dopings disqualifiziert;
- 1998: 3. Platz bei den WM in Lahti, über 75 kg KG, mit 242,5 kg, hinter Gonghong Tang, China, 255 kg und Chen Hsiao-Lien, Taiwan, 245 kg
- 2000: Goldmedaille bei den OS in Sydney, bis 75 kg KG, mit 245 kg vor Ruth Ogbeifo, Nigeria, 245 kg und Kuo Yi-Hang, Taiwan, 245 kg

#### Medaillen Einzeldisziplinen
(bei Olympischen Spielen werden keine WM-Medaillen mehr vergeben)
- WM-Goldmedaillen: 1990, Reißen, 100 kg – 1990, Stoßen, 130 kg – 1994, Reißen, 1994, Stoßen – 1995, Reißen, 105 kg – 1996, Stoßen, 135 kg -
- WM-Silbermedaillen: 1989, Reißen, 100 kg – 1989, Stoßen, 130 kg – 1991, Reißen, 102,5 kg – 1991, Stoßen, 137,5 kg – 1995, Stoßen, 132,5 kg – 1997, Reißen, 105 kg – 1997, Stoßen, 130 kg – 1998, Reißen, 110 kg
- WM-Bronzemedaillen: 1996, Reißen, 100 kg – 1998, Stoßen, 132,5 kg

## Politische Karriere
Nach Beendigung ihrer Karriere als aktive Sportlerin setzte sich Maria Isabell Urrutia, ihre Popularität im Lande nutzend, für die sozial schwach gestellte Bevölkerung ein. Von 2002 bis 2010 war sie Parlamentsabgeordnete. Von August 2022 bis 7. März 2023 war sie Sportministerin im Kabinett Petro.